# Dwór w Ozorowicach
Dwór w Ozorowicach (niem. Schloss Sponsberg) –  zabytkowy dwór w miejscowości Ozorowice.
Dwór w ruinie; murowany, piętrowy klasycystyczny, dwa boczne skrzydła wysunięte do przodu, w centralnej części portyk in antis z czterema kolumnami jońskimi podtrzymującymi trójkątny fronton. Pałac kryty dachem mansardowym czterospadowym z lukarnami. Obiekt  pochodzący ze schyłku XVIII w., następnie przebudowanego w pierwszej połowie XX w. znajduje się centrum wsi. Dwór został wpisany do rejestru zabytków pod nr 1206 decyzją z dnia 15 grudnia 1964 r. Zaniedbany po nacjonalizacji w 1945 r.,  został doprowadzony do ruiny po pożarze w 1987 r.  Obok dworu park z przełomu XIX/XX w.